# Els Hiverns
Els Hiverns és una masia del poble de la Pedra, al municipi de la Coma i la Pedra, a la Vall de Lord (Solsonès).
Situada a 1.273 m. d'altitud a la banda sud de les costes de les Barraques (vessant de llevant de la Serra de Querol), té la façana orientada al SE (als 25 minuts del rellotge). Sota la façana hi ha un seguit de feixes escalonades, actualment sense cultivar però que configuren una zona sense bosc, cosa que permet una vista panoràmica de la Vila de Sant Llorenç de Morunys i de tota la zona central de la Vall de Lord.